# Danmarks Nationalsocialistiske Ungdom
Danmarks Nationalsocialistiske Ungdom (NSU) var et dansk nationalsocialistisk ungdomsparti. NSU havde fra begyndelsen til formål at skole den nationalsocialistiske ungdom under 18 år til at blive gode nationalsocialistiske borgere. Organisationen blev stiftet i 1932 og gik i opløsning sammen med DNSAP i 1945.

## Stiftelse
NSU blev stiftet i oktober 1932 efter dets moderpartis DNSAPs reorganisering. De medlemmer af partiet som var under 18 år blev skilt ud fra SA i en organisation for sig selv. Organisationen hed Nationalsocialistisk Ungdom (NSU). Reelt opstod der kun en afdeling i København, og efter kun en måned forlod afdelingen partiet sammen med lederen af DNSAP's afdeling i København Wilfred Petersen, som stiftede sit eget nazistparti.
Den tidligere afdeling i København fortsatte aktiviteterne i Wilfred Petersens Nationalsocialistisk Parti (NSP) under navnet NSU, og der eksisterede nu to organisationer med samme navn. DNSAP dog kun på papiret.
Den 1. september 1934 blev NSU genstiftet af Carl Christian Blangsted Stender, der sammen med DNSAP's første fører Cay Lembcke var pionerer i den danske spejderbevægelse. I de første år hed den "Danske Drenge" for ikke at blive forvekslet med Wilfred Petersens NSU. Først i 1936 blev navnet igen til Nationalsocialistisk Ungdom (NSU). Organisationen havde i de første år kun få medlemmer, og udefra mindede NSU mest af alt om en spejderbevægelse.

## Formål
NSU havde til formål at skole den nationalsocialistiske ungdom under 18 år til at blive gode nationalsocialistiske borgere. Når NSU'erne fyldte 18 år stod SA klar til at overtage opdragelsen. Den politiske skoling var ikke nær så markant, som den senere blev.

## Udvikling og symboler
I løbet af 1930'erne udviklede organisationen sig. Ligesom SA blev NSU en parallelorganisation til DNSAP med egen uniform og eget symbol: Solhjulet. I begyndelsen i stor stil med de samme metoder som i spejderbevægelsen. Premierløjtnant A. V. Schubert styrkede bureaukratiet og forsømte ungdomsarbejdet. Det blev ændret, da officer i den Kongelige Livgarde Christian Frederik von Schalburg den 15. januar 1939 blev udnævnt til landsungdomsfører i NSU. Med Schalburgs indtræden i organisationen fik man sin egen organisationsplan, og organisationen ændrede karakter fra en spejderbevægelse til en militær forberedelse med indslusning af NSU'erne i Waffen-SS som et vigtigt formål.
I lighed med Hitlerjugend i Tyskland var DNSAP aktiv i opdragelsen af den nazistiske ungdom. Ungdommen var fremtiden. Efter Tysklands angreb på Sovjetunionen begyndte DNU at presse de unge til at melde sig til Waffen-SS i kampen mod kommunismen. Mange NSU'ere fulgte opfordringen.

## Ledere
C.F. von Schalburg var på papiret landsungdomsfører til sin død den 2. juni 1942. I to lange perioder som landsungdomsfører var Schalburg dog optaget andetsteds og kunne ikke hellige sig arbejdet i NSU. Begge gange gange blev der udnævnt en fungerende landsungdomsfører i hans sted: I 1940 var von Schalburg taget til Finland for på finsk side at kæmpe mod Sovjetunionen. Da han vendte hjem til Danmark var landet blevet besat, og han var nedtrykt. Anden gang havde Schalburg meldt sig til Waffen-SS og kæmpede mod kommunisterne på østfronten. Her blev han dræbt, da han den 2. juni 1942 som kommandør for Frikorps Danmark enten trådte på en landmine eller blev ramt af granatsplinter fra russisk artilleri.
Den nye leder af NSU, Hans Jensen, skilte den 15. september 1943 NSU ud af DNSAP. NSU fik nu sine midler direkte fra besættelsesmagten, og aktivitetsniveauet kunne forhøjes. NSU var i de første krigsår plaget af interne magtkampe, men med Hans Jensens udnævnelse til landsungdomsfører efter von Schalburgs død standsede magtkampene.

## Opløsning
Den 15. marts 1945, da krigen var ved at være forbi, blev NSU igen underlagt DNSAP. DNSAP havde længe været et parti i opløsning og NSU gik også langsomt i opløsning.

## Landsungdomsførere
- Carl Christian Blangsted Stender: 1. september 1934 – 24. juni 1936
- Asger Viktor Schubert: 24. juni 1936 – 15. januar 1939
- C.F. von Schalburg: 15. januar 1939 – 2. juni 1942
- Hans Jensen: 12. november 1942 – 5. maj 1945

### Fungerende landsungdomsførere
- Christian Teisen: 27. februar 1940 – april 1940 (under C.F. von Schalburgs orlov i Finland)
- Knud Henning Hansen: april 1940 – september 1940 (under C.F. von Schalburgs orlov i Finland og Danmark)
- Erik Kristian Schive Lærum: 1. november 1940 – 8. september 1941 (under von Schalburgs orlov på Østfronten)
- Hans Jensen: 9. september 1940 – 11. november 1942 (under von Schalburgs orlov på Østfronten, samt i tiden efter hans død).